# Прибой (Самарская область)
Прибо́й — посёлок в Безенчукском районе Самарской области. Административный центр сельского поселения Прибой.

## География
Посёлок находится на берегу Чапаевка, на расстоянии 20 км к юго-востоку от посёлка городского типа Безенчук, административного центра района, и 50 км к юго-западу от города Самара, административного центра области.

### Часовой пояс
Посёлок Прибой, как и вся Самарская область, находится в часовой зоне МСК+1. Смещение применяемого времени относительно UTC составляет +4:00.

## История
В 1973 году указом Президиума Верховного Совета РСФСР посёлок центральной усадьбы совхоза «Прибой» переименован в Прибой.

## Население
| 2010 | 2012 | 2013 | 2014 | 2015 | 2016 |
| ---- | ---- | ---- | ---- | ---- | ---- |
| 769  | ↗770 | ↘753 | ↗805 | ↘771 | ↘762 |

## Транспорт
Вблизи посёлка проходят автодорога Самара — Саратов и железнодорожный обход городов Чапаевск / Новокуйбышевск / Самара.